# Démiurge (classe sociale)
Pour l’article homonyme, voir démiurge.
En Grèce antique, les démiurges étaient des travailleurs indépendants, juridiquement libres mais n'appartenant à aucune communauté. Ils avaient une compétence particulière et recherchée (notamment les artisans du métal) donc avaient un statut plus enviables à celui des banausos.